# Gedenkstein der Vertriebenen

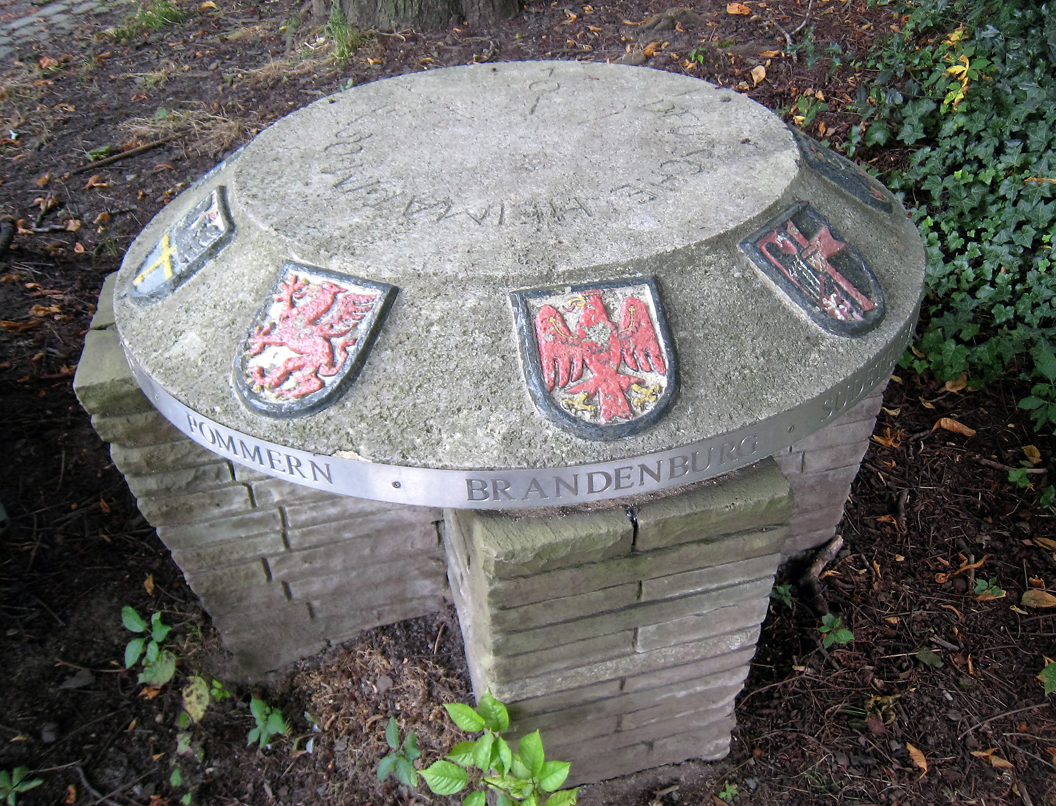
Gedenkstein der Vertriebenen

Der Gedenkstein der Vertriebenen soll an die Vertreibung der Deutschen von 1945 bis 1950 erinnern. Er ist Eigentum der Stadt Bergisch Gladbach. Seit August 1990 steht er im südöstlichen Teil des Forumparks Bergisch Gladbach, Rheinisch-Bergischer Kreis. 
Im Jahr 1956 wurde der Gedenkstein zunächst als Mahnmal auf der Hauptstraße aufgebaut und eingeweiht. Seit 1978 stand er an der Hauptstraße/Ecke Paasweg.
Der Gedenkstein der Vertriebenen besteht aus einer runden Platte, die auf einem in Bruchstein gemauerten, verwinkelten Sockel liegt. Der äußere Rand der Platte zeigt Wappen von den ehemaligen Deutschen Ostgebieten.

## Baudenkmal
Der Gedenkstein der Vertriebenen ist als Denkmal Nr. 175 in die Liste der Baudenkmäler in Bergisch Gladbach eingetragen.